# Xã Benton, Quận Cass, Iowa
Xã Benton (tiếng Anh: Benton Township) là một xã thuộc quận Cass, tiểu bang Iowa, Hoa Kỳ. Năm 2010, dân số của xã này là 173 người.